# Simone Lange

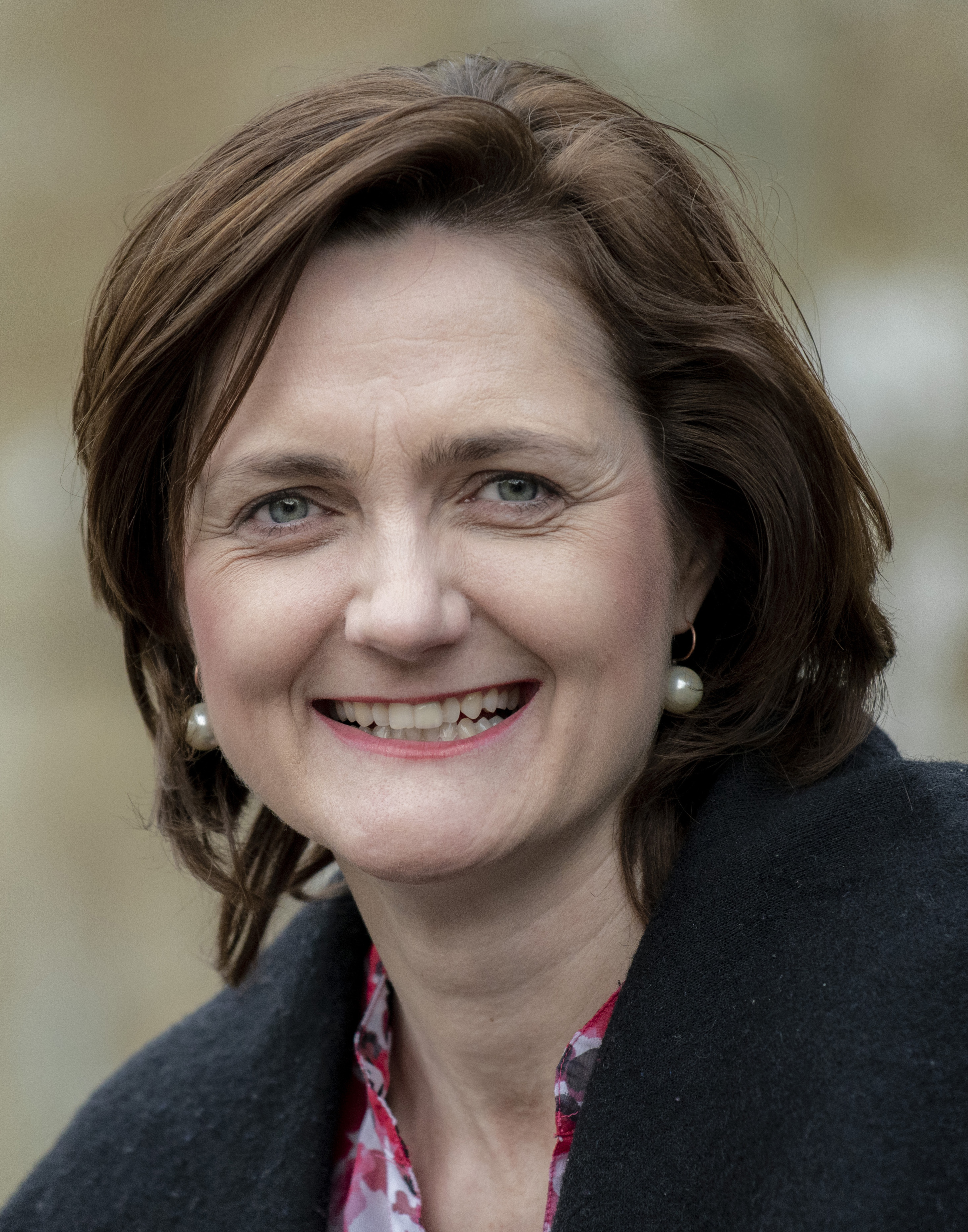
Simone Lange, 2018

Simone Lange-Jansen (* 24. Oktober 1976 in Rudolstadt) ist eine deutsche Politikerin (SPD), ehemalige Abgeordnete im Landtag von Schleswig-Holstein und vom 15. Januar 2017 bis 14. Januar 2023 Oberbürgermeisterin von Flensburg. Im April 2018 kandidierte sie für das Amt der Bundesvorsitzenden der SPD. Am 2. August 2019 kündigte sie eine erneute Kandidatur für den SPD-Vorsitz an, diesmal im Duo mit dem Oberbürgermeister von Bautzen, Alexander Ahrens. Am 4. September 2019 erklärten beide jedoch ihren Rückzug zugunsten der Mitbewerber Saskia Esken und Norbert Walter-Borjans. Seit 2023 ist sie Verlegerin der wirklich, einer von ihr gegründeten Lokalzeitung aus Flensburg.

## Biografie
Simone Lange wuchs im thüringischen Rudolstadt auf, damals eine Kreisstadt im Bezirk Gera (DDR). 1995 legte sie am Rudolstädter Gymnasium Fridericianum ihr Abitur ab. Nachdem sie ihr Studium an der Fachhochschule für Verwaltung und Dienstleistung in Altenholz 1998 als Diplom-Verwaltungswirtin (FH) im Fachbereich Polizei abgeschlossen hatte, war sie von 1999 bis 2012 als Sachbearbeiterin bei der Kriminalpolizei in Flensburg beschäftigt. Nach eigenen Angaben studierte sie von 2005 bis 2007 Allgemeines Management.
Sie ist Mutter zweier schulpflichtiger Töchter. Im Januar 2025 heiratete sie in zweiter Ehe den ehemaligen Präsidenten der Hochschule Flensburg Christoph Jansen. Seither heißt sie Simone Lange-Jansen.

## Politik

### Kommunal- und Landespolitik

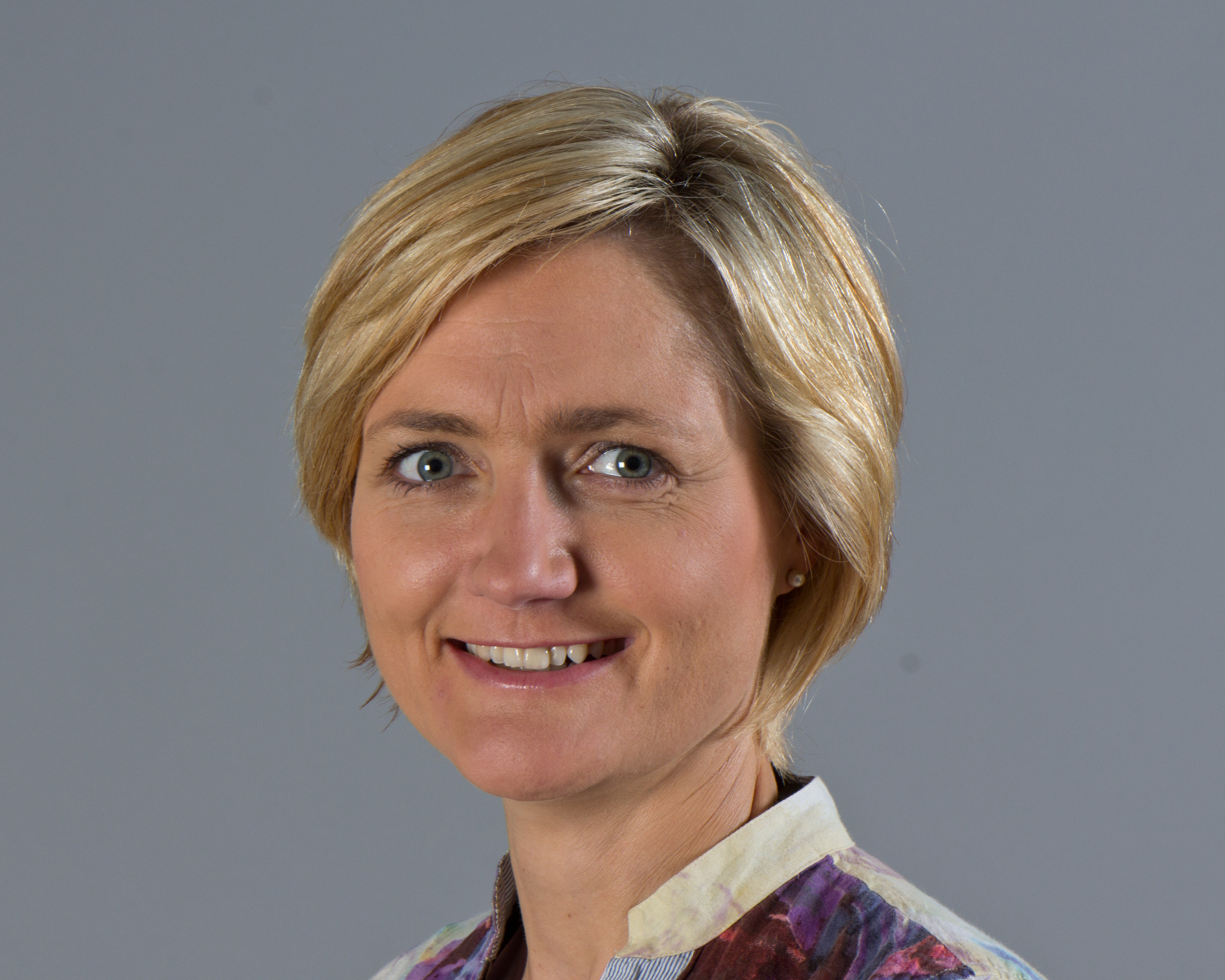
Simone Lange, 2013

Lange trat 2003 in die SPD ein und bekleidete in Flensburg verschiedene Parteiämter. Sie war von 2008 bis 2012 im Rat der Stadt Flensburg und dort Vorsitzende des Jugendhilfeausschusses. Von 2013 bis 2016 war sie Kreisvorsitzende der SPD Flensburg.
Vor der Landtagswahl in Schleswig-Holstein 2012 nominierte die SPD sie im Landtagswahlkreis Flensburg als Direktkandidatin. Sie erhielt 34,2 Prozent der abgegebenen Stimmen. Das sind 8,9 Prozent mehr als die bisherige Wahlkreisabgeordnete Susanne Herold (CDU), die nur 25,3 Prozent erhielt. Damit zog Simone Lange in den Landtag von Schleswig-Holstein ein.
In der SPD-Landtagsfraktion nahm sie die Funktionen der Polizeipolitischen Sprecherin und der Sprecherin für Gleichstellungspolitik wahr. Sie war die stellvertretende Vorsitzende des Innen- und Rechtsausschusses des Landtags und stellvertretendes Mitglied im Sozial- und Gesundheitsausschuss.
In ihrer politischen Laufbahn hat sie sich unter anderem für die Kennzeichnungspflicht von Polizeibeamten und für die Einführung eines Polizeibeauftragten eingesetzt.
Am 28. Juli 2015 wurde bekanntgegeben, dass Lange bei der Wahl des Flensburger Oberbürgermeisters im Jahr 2016 gegen Amtsinhaber Simon Faber (SSW) antreten werde. Bei der Wahl am 5. Juni 2016 unterstützten sie neben ihrer eigenen Partei auch die CDU und Bündnis 90/Die Grünen. Lange erhielt im ersten Wahlgang 51,4 Prozent der Stimmen; der bis zum 15. Januar 2017 amtierende Oberbürgermeister Faber (SSW) erhielt 22,8 Prozent der Stimmen.
Im November 2016 legte Lange wegen der bevorstehenden Vereidigung als Oberbürgermeisterin von Flensburg ihr Landtagsmandat nieder. Am 15. Januar 2017 leistete sie ihren Amtseid und trat ihr Amt als Oberbürgermeisterin an.

### Kandidaturen als Parteivorsitzende
Am 12. Februar 2018 gab Lange ihre Kandidatur für den Bundesvorsitz der SPD bekannt. Lange trat gegen Andrea Nahles an und erklärte: „Ich werbe für eine Basiskandidatur und möchte den Mitgliedern wieder eine Stimme geben und sie an diesem Entscheidungsprozess ernsthaft beteiligen“.
Am 20. Februar 2018 verband Simone Lange ihre Bewerbung um den Bundesvorsitz mit einem Votum gegen die GroKo, einen Koalitionsvertrag zwischen Union und SPD: „Ich glaube, der Geist des Koalitionsvertrages ist weder gut für das Land noch für die SPD. […] Ich werde beim Entscheid gegen den Vertrag und damit auch gegen die Große Koalition stimmen.“ Sie begründete: „Ich finde auf den 180 Seiten zu viel Unverbindlichkeit. In dieser Vereinbarung stehen zu oft die Wörter ‚wollen’ und ‚beabsichtigen’ statt ‚werden’.“ Und: „Wir leben in einer Zeit, in der die Armut in Deutschland so groß ist wie noch nie. Und da hat die Sozialdemokratie ihre Aufgabe. Der Koalitionsvertrag, der uns jetzt vorliegt, ist keine Abkehr von der Agenda-Politik. Es gibt noch einen zweiten Grund: Ich befürchte, dass das Erstarken der AfD damit dann auch vorgezeichnet ist.“
Am 2. März 2018 gab Simone Lange bekannt, dass sie die in der SPD-Satzung vorgeschriebene Unterstützung von mindestens drei Ortsvereinen besitze und damit offiziell für den Parteivorsitz kandidieren könne.
Sie fordert ein neues Grundsatzprogramm für die SPD und äußerte sich zu der unter Kanzler Gerhard Schröder beschlossenen Hartz-IV-Gesetzgebung mit „Wer Fehler macht, muss sich dafür entschuldigen. Das müssen wir auch.“
Auf dem außerordentlichen Parteitag in Wiesbaden am 22. April 2018 unterlag Lange Nahles mit 172 von 631 abgegebenen Stimmen, was einem Anteil von 27,6 Prozent entspricht.
Sie gehört mit zu den Gründern des als linke Sammlungsbewegung angetretenen „Aufstehen“. Am 4. September 2018 stellte sie diese in der Bundespressekonferenz mit Sahra Wagenknecht, Bernd Stegemann und Ludger Volmer vor.
Nach dem Rücktritt von Parteichefin Andrea Nahles gab Lange am 2. August 2019 bekannt, gemeinsam mit dem Oberbürgermeister von Bautzen, Alexander Ahrens, erneut für den SPD-Parteivorsitz kandidieren zu wollen. Am 4. September 2019 erklärten beide jedoch ihren Rückzug zugunsten der Mitbewerber Saskia Esken und Norbert Walter-Borjans.

### Erneute Kandidatur als Oberbürgermeisterin
Am 25. März 2022 gab Lange öffentlich bekannt, erneut als Oberbürgermeisterin von Flensburg kandidieren zu wollen. Zuvor hatte bereits der parteilose Mitbewerber Fabian Geyer seine Kandidatur angekündigt. Er wurde bei der Wahl von CDU, FDP sowie der Flensburger Wählervereinigung Wir in Flensburg (WiF) unterstützt.
Lange wurde von der SPD und BÜNDNIS 90/DIE GRÜNEN aufgestellt. Später verkündete der SSW, mit Karin Haug auch eine eigene Kandidatin ins Rennen zu schicken.
Die Wahl des Oberbürgermeisters der Stadt Flensburg fand am 18. September 2022 statt. Diese gewann Fabian Geyer mit 43,5 % vor Simone Lange mit 36,2 %.  Die darauf folgende Stichwahl am 2. Oktober 2022 verlor Lange mit 44 Prozentpunkten gegenüber 56 Prozent für den Herausforderer Fabian Geyer. Sie hatte das Amt noch bis zum 14. Januar 2023 inne.